# Чилоэ (архипелаг)
Чилоэ́ (исп. Chiloé Archipelago) — архипелаг (9181 км²) в Тихом океане в южной части Чили; его главный остров также называется Чилоэ исп. Isla de Chiloé (площадью 8394 км²), который составляет 91,4 % территории архипелага.

## Географическое положение

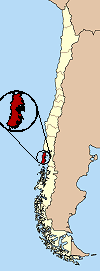
Положение на карте Чили

Архипелаг тянется вдоль побережья Чили от 41 до 43° южной широты.
Наибольшая высота невысоких гор в центральной части острова Чилоэ составляет 1048 метров над уровнем моря.
Архипелаг отделён от континентальной части Чили заливами Анкуд и Корковадо на востоке, и проливом Чакао на севере. С юга проливом Гуафо он отделён от архипелага Чонос.

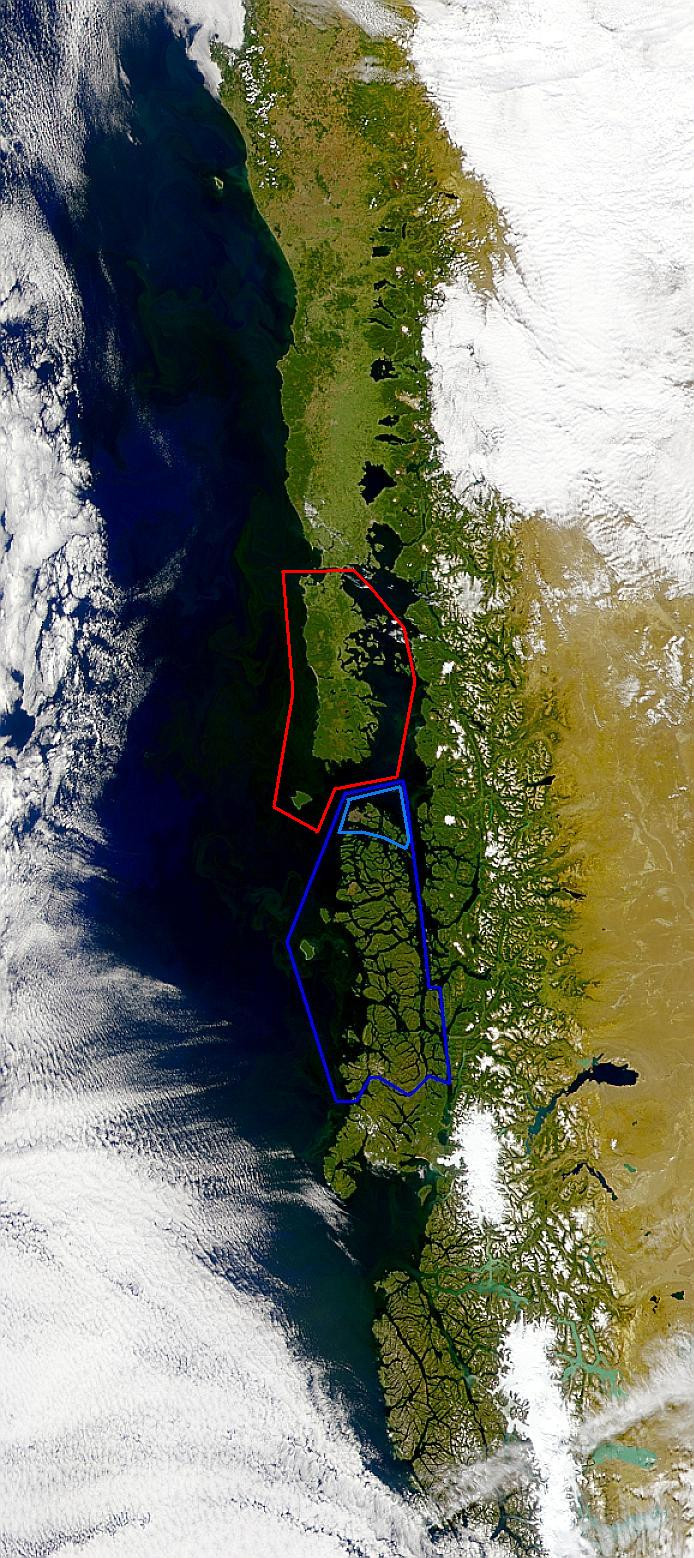
Спутниковое фото 2005 года. Тёмно-синим цветом выделен архипелаг Чонос, светло-голубым — «под-архипелаг» Гуайтекас (архипелаг), красным — архипелаг Чилоэ.

## Население

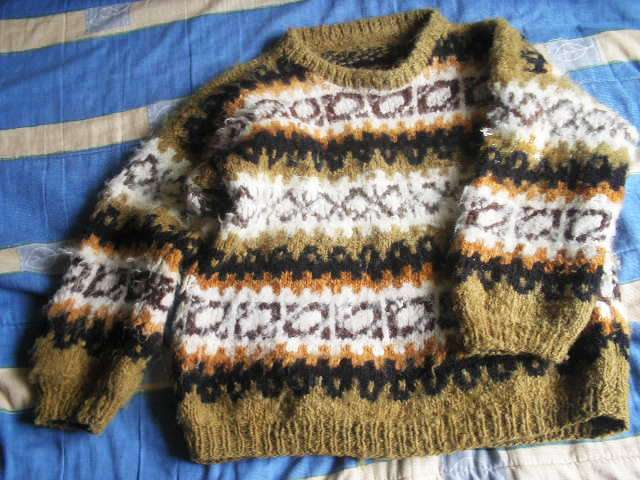
«Чо́мпа-Чило́та» — шерстяной свитер жителей Чилоэ

Население (чилоты) в 2002 году составляло 154 700 жителей.
На 2017 год население составило 168 185 чел.
Крупнейшие города — Кастро на востоке и Анкуд на севере.

## Экономика
Население занимается лесозаготовками, рыболовством и сбором устриц.

## Административное деление
Архипелаг Чилоэ, за исключением нескольких островов, образует одноимённую провинцию, относящуюся к региону Лос-Лагос.

## Флора и фауна

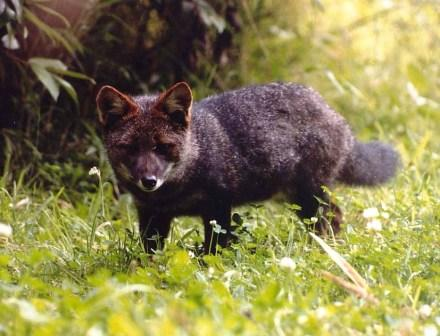
Дарвиновская лисица (Lycalopex fulvipes) — эндемик для Chiloé и Nahuelbuta Range